# Geneseo
Geneseo /Tyo'nesi'yo', there it has fine banks; Hewitt/  selo Indijanaca Seneca koje se nalazilo negdje u blizini današnjeg gradića Geneseo, središta okruga Livingston u New Yorku. 
Selo je 1750. imalo 40 ili više velikih 'dugih kuća'. Uništio ga je Sullivan 1779. u svojoj velikoj akciji protiv Irokeza zapadnog New Yorka. 
Kroz povijest poznato je pod još mnogobrojnim nazivima među kojima su: Cenosio, Chenceses, Chenesee Castle, Chenessies i slične varijante, Chinesee, Chinesse, Chinnesee, Genesee, Gennesse, Genneces i slično, Ginnacee, Jennessee, Ischua, Kanonskegon, Tsinusios, Upper Senecas, Zeneschio, Zoneschio, Zoneshio, Zonesschio, Zonneschio.